# Talos Paterae
Le Talos Paterae sono una struttura geologica della superficie di Io.